# Branchipodopsis candea
Branchipodopsis candea är en kräftdjursart som beskrevs av Swen Löffler 1968. Branchipodopsis candea ingår i släktet Branchipodopsis och familjen Branchipodidae. Inga underarter finns listade.